# Dilnaz Achmadijewa
Dilnaz Muratkyzy Achmadjiwa (kaz. Ділназ Мұратқызы Ахмадиева, ros. Дильназ Муратовна Ахмадиева, Dilnaz Muratowna Achmadijewa; ur. 20 listopada 1980 w Ałmaty) – kazachska piosenkarka pop oraz aktorka pochodzenia ujgurskiego. Swoją karierę rozpoczęła już w wieku 4 lat występując epizodycznie w filmie telewizyjnym dla dzieci Волшебное Яблоко (pol. Magiczne Jabłko) w reżyserii Murata Ahmadiewa. Występowała również na deskach Teatru Ujgruskiego w Ałmaty.
Po sześciu latach znajomości, w 2011 piosenkarka wzięła ślub z przedsiębiorcą Ahmadem. Rozwiedli się w 2015 roku.

## Dyskografia
- Может однажды (2001)
- Wapadarim (2002)
- Золотой (2005)
- Моё сердце (2007)
- Любовью задеты (2010)
- Думай обо мне (2014)
- Коз алдымда (2015)
- Strength in my soul (2016)

## Filmografia
- Nomad (2006) – Hocha[5]
- Moskwo, kocham cię! (2009)[6]